# Tim Graham
Tim Graham (Chennai, India, 31 de mayo de 1939) fue un atleta británico, especializado en la prueba de 4x400 m en la que llegó a ser subcampeón olímpico en 1964.

## Carrera deportiva
En los JJ. OO. de Tokio 1964 ganó la medalla de plata en los relevos 4x400 metros, con un tiempo de 3:01.6 segundos, llegando a meta tras Estados Unidos que con 3:00.7 segundos batió el récord del mundo, y por delante de Trinidad y Tobago, siendo sus compañeros de equipo: Adrian Metcalfe, John Cooper y Robbie Brightwell.